# WildWorks
WildWorks (anteriormente Smart Bomb Interactive) es un estudio de desarrollo de videojuegos estadounidense con sede en Draper, Utah, Estados Unidos. La compañía se formó a partir de veteranos de la industria del juego, diseñando títulos para jugadores de todas las edades y en todas las plataformas, incluidas consolas domésticas, PC y dispositivos móviles. La empresa fue cofundada por Kris Johnson, Clark Stacey y Jeff Amis.
Su juego estrella es Animal Jam Classic, anteriormente llamado Animal Jam, un popular mundo virtual para niños. Desarrollado en asociación con la National Geographic Society, los usuarios se colocan en un mundo en línea llamado Jamaa, donde pueden aprender sobre los animales y el medio ambiente. El juego ofrece recursos educativos interactivos adicionales para niños, maestros y padres. Los usuarios pueden controlar un avatar animal, charlar en un ambiente moderado, decorar sus "guaridas" (hogares), vestir a sus personajes virtuales con múltiples accesorios, intercambiar artículos con otros jugadores y jugar minijuegos educativos. A principios de 2016, Animal Jam Classic fue nombrado el sitio de juegos de más rápido crecimiento en los EE. UU. con más de 50 millones de usuarios registrados en todo el mundo.
En diciembre de 2014, WildWorks lanzó una aplicación móvil 3D de Animal Jam Classic llamada Animal Jam - Play Wild, renombrada como Animal Jam en abril de 2020. Animal Jam ha sido el juego de iPad para niños de 9 a 11 años más descargado en 35 países, el juego educativo de iPad más descargado en 20 países y el juego de iPad de mayor recaudación para niños de 9 a 11 años en 54 países. A finales de 2020, Animal Jam y Animal Jam Classic tenían 3,3 millones de usuarios activos mensuales y un total de 130 millones de jugadores registrados en 200 países.
La compañía también es desarrolladora de Bombshell, un motor y un conjunto de herramientas para el desarrollo de entretenimiento interactivo. La empresa es de propiedad privada.

## Juegos
- Snoopy vs. the Red Baron
- Snoopy Flying Ace
- Animal Jam Classic[7]
- Tunnel Town
- Animal Jam Jump
- Animal Jam[8]
- Pac-Man World Rally
- Bee Movie Game
- Tunnel Town
- Dash Tag
- Tag with Ryan
- Feral[9][10][11] (estilizado como FER.AL)